# Рента (Великопольське воєводство)
Рента (пол. Renta) — село в Польщі, у гміні Крашевиці Остшешовського повіту Великопольського воєводства.
Населення — 114 осіб (2011).
У 1975-1998 роках село належало до Каліського воєводства.

## Демографія
Демографічна структура станом на 31 березня 2011 року:
|          | Загалом | Допрацездатний вік | Працездатний вік | Постпрацездатний вік |
| -------- | ------- | ------------------ | ---------------- | -------------------- |
| Чоловіки | 60      | 10                 | 44               | 6                    |
| Жінки    | 54      | 8                  | 32               | 14                   |
| Разом    | 114     | 18                 | 76               | 20                   |